# Phausis californica
Phausis californica är en skalbaggsart som beskrevs av Kenneth Fender 1966. Phausis californica ingår i släktet Phausis och familjen lysmaskar. Inga underarter finns listade i Catalogue of Life.